# Distrito de Schärding
El distrito de Schärding es un distrito político del estado de Alta Austria (Austria). La capital del distrito es la ciudad de Schärding.

## Localidades con población (año 2018)
- Altschwendt 700
- Andorf 5174
- Brunnenthal 2032
- Diersbach 1583
- Dorf an der Pram 1039
- Eggerding 1320
- Engelhartszell 942
- Enzenkirchen 1772
- Esternberg 2855
- Freinberg 1458
- Kopfing im Innkreis 2008
- Mayrhof 322
- Münzkirchen 2572
- Raab 2270
- Rainbach im Innkreis1478
- Riedau 2069
- Sankt Aegidi 1556
- Sankt Florian am Inn 3150
- Sankt Marienkirchen bei Schärding 1832
- Sankt Roman 1711
- Sankt Willibald 1100
- Schardenberg 2407
- Schärding 5253
- Sigharting 848
- Suben 1508
- Taufkirchen an der Pram 2925
- Vichtenstein 611
- Waldkirchen am Wesen 1171
- Wernstein am Inn 1566
- Zell an der Pram 2021

## Municipios
En negrita se indican las ciudades, en cursiva las ciudades-mercado, y barrios, aldeas y otras subdivisiones de los municipios se indican con letras pequeñas.
- Altschwendt
- Andorf
- Brunnenthal
- Diersbach
- Dorf an der Pram
- Eggerding
- Engelhartszell an der Donau
- Enzenkirchen
- Esternberg
- Freinberg
- Kopfing im Innkreis
- Mayrhof
- Münzkirchen
- Raab
- Rainbach im Innkreis
- Riedau
- Schardenberg
- Schärding
- Sigharting
- Sankt Aegidi
- Sankt Florian am Inn
- Sankt Marienkirchen bei Schärding
- Sankt Roman
- Sankt Willibald
- Suben
- Taufkirchen an der Pram
- Vichtenstein
- Waldkirchen am Wesen
- Wernstein am Inn
- Zell an der Pram